# Diglyphomorphomyia rufescens
Diglyphomorphomyia rufescens är en stekelart som först beskrevs av Victor Ivanovitsch Motschulsky 1863.  Diglyphomorphomyia rufescens ingår i släktet Diglyphomorphomyia och familjen finglanssteklar. Inga underarter finns listade i Catalogue of Life.